# 秋川淳子
秋川 淳子（あきかわ じゅんこ、1961年7月24日 - ）は、主に1970年代後期に活躍していた日本の元歌手、元タレント。神奈川県相模原市出身。本名、秋元 淳子。身長160cm（1979年当時）。
ゴールデンミュージックプロモーションに所属していた。

## 来歴・人物
（出典：）

3-4歳の頃から三度の飯より歌が好きという性格で、公園でも近所の子供たちを集めてその前で歌を歌ったほどで、近所でも有名な存在だったという。子供の頃は特に都はるみの歌が好きだった。小学3年生の時に両親を半ば強引に説得し、そして「学校の勉強もちゃんとやること」を条件として近所の音楽教室に通い始める。その時から「将来は大歌手になる」と心に決めてそれから8年間通い続け、その間に100曲以上の歌を覚え込んだ。両親との約束も守り続け、成績はクラスで常に1-2番を争い、学級委員にも必ず選ばれていたという。
1972年、小学5年生の時にフジテレビ系列の「ちびっ子歌謡大会」に出場、同じ音楽教室で学んでいた石川さゆりと一緒に決勝進出。としまえんで行われた決勝大会の結果は石川が優勝し、秋川は準優勝。石川が間もなくしてホリプロにスカウトされ、翌1973年に歌手デビューしたのに対して秋川はどこからも声がかからなかった。その後もテレビのオーディション番組などに出続けてしばしば上位に進出したことがあった他、学校の遠足のバスの中ではマイクを持ち続けて最低5-6曲は歌い、何度もアンコールが出るほどの一人舞台だったという。小学生・中学生時代通して100曲以上は歌ったという。
1978年春、レコード関係の仕事をしていた叔父のつてでテイチクの関係者に歌を聞いてもらえる機会が出来、そこで大きく評価されたことで歌手デビューの話がまとまり、同年5月25日にテイチクからシングル『南南西』で歌手デビュー。音楽教室で8年間のレッスンを経てのデビューであった。その8年間の間に覚え込んだ歌は100曲以上に上ったという。1978年6月26日、『南南西』でフジテレビの音楽番組『夜のヒットスタジオ』に初出演。しかしこの年1978年に2枚のシングルを発売して以降は活動が途絶えている。
東京都立代々木高等学校卒業。得意科目は音楽の他、化学、生物で、相模原市大会において80mハードルで5位の成績を収めたことがある。

## ディスコグラフィー

### シングル
| 発売日        | レーベル | 面 | タイトル           | 作詞       | 作曲             | 編曲       | 備考 |
| ------------- | -------- | -- | ------------------ | ---------- | ---------------- | ---------- | --- |
| 1978年5月25日 | テイチク | A  | 南南西             | 麻生香太郎 | あすなろ         | 馬飼野康二 | 『南南西』は、高田みづえの1stアルバム「オリジナル・ファースト」 （1977年8月25日発売）B面1曲目に収録されている同名タイトル曲のカバー。 更にその後、同じ事務所の後輩にあたる島崎和歌子の4thシングル曲 （1990年3月21日発売）としてリメイク。 オリコンで残る記録では、最高位76位、登場週数6週、売り上げ16,000枚。 |
| 1978年5月25日 | テイチク | B  | 多感期             | 麻生香太郎 | 馬飼野康二       | 馬飼野康二 | 『南南西』は、高田みづえの1stアルバム「オリジナル・ファースト」 （1977年8月25日発売）B面1曲目に収録されている同名タイトル曲のカバー。 更にその後、同じ事務所の後輩にあたる島崎和歌子の4thシングル曲 （1990年3月21日発売）としてリメイク。 オリコンで残る記録では、最高位76位、登場週数6週、売り上げ16,000枚。 |
| 1978年11月    | テイチク | A  | 横浜トゥワイライト | 竜真知子   | あすなろ         | 福井峻     | |
| 1978年11月    | テイチク | B  | センセーション     | 竜真知子   | マーク（堀内護） | 馬飼野康二 | |